# Sandra Maischberger
Sandra Maischberger (ur. 25 sierpnia 1966 w Monachium) – niemiecka dziennikarka, producentka i prezenterka telewizyjna.

## Życiorys
Sandra Maischberger urodziła się w Monachium, spędziła dzieciństwo we Frascati we Włoszech. Po maturze w 1985 roku rozpoczęła studia na Uniwersytecie Ludwika i Maksymiliana w Monachium, z których zrezygnowała po kilku dniach. Następnie w latach 1987–1989 kształciła się na monachijskiej Deutsche Journalistenschule.
W 1985 roku rozpoczęła pracę w stacji radiowej Bayern 2, gdzie prowadziła audycję muzyczną Rock-Lock. W 1987 roku zadebiutowała w telewizji na antenie Tele 5, gdzie moderowała programy Mensch Mädchen i Live um 5. W 1989 roku zastąpiła Günthera Jaucha na stanowisku prowadzącego w programie Live aus dem Schlachthof w BR Fernsehen. W latach 1992–1994 współprowadziła program 0137, a od 1996 roku Greenpeace TV w RTL. Następnie współpracowała z telewizjami WDR, ZDF oraz tygodnikiem Der Spiegel.
Od 2000 do 2006 roku prowadziła na antenie n-tv talk-show Maischberger. Od 2003 roku prowadzi autorskie polityczne talk-show Menschen bei Maischberger na antenie Das Erste.